# Croix-des-Bouquets
Croix-des-Bouquets – miasto w Haiti (Departament Zachodni). Liczy 227 012 mieszkańców (2009). Ośrodek przemysłowy.